# Изобильное (Оренбургская область)
Изобильное — село в Соль-Илецком районе Оренбургской области России. Бывший административный центр Изобильного сельсовета.

## География
Село расположено на правобережье реки Илека, в 2 км от границы России с Казахстаном.

## История
29 августа 1810 года Государственный совет утвердил проект об обустройстве новой солевозной дороги из Илецкой защиты в Самару через крепости Илек и Рассыпная, для охраны которой от грабежей, необходимо создать Новоилецкую линию. 19 апреля 1811 года губернатор Г. С. Волконский уведомил Военного министра Барклая-де-Толли о распоряжении о наряде для обережения Новоилецкой линии. 23 сентября Волконский предписал генерал-майору Гертценбергу осмотреть, в каком положении находятся расположенные по Новоилецкой линии войска, имеют какое пристанище. Гертценберг донёс: «… от Илецкой защиты в 30-ти верстах Изобильный, далее от него в 27-ми верстах Новоилецкий, ещё далее в 27-ми верстах Озёрный, … . При всех форпостах вроде укрепления сделаны рвы с насыпью а для иррегулярных войск построены из хвороста сараи, покрытые корою, как и конюшни для лошадей. И всё это на первый случай довольно изрядно, Для зимнего времени при всяком форпосте устроено по двенадцать землянок в надлежащем порядке…»
Административно входило в состав Оренбургского уезда.
В апреле 1918 года в селе (тогда станица Изобильная) белоказаками атамана Дутова был убит крупный большевикский деятель Самуил Цвиллинг, председатель Оренбургского губисполкома, председатель Оренбургского ВРК.

## Население
| 2010 |
| ---- |
| 1283 |

## Достопримечательности
Музей Героя Советского Союза Александрова Вячеслава Александровича.